# Xã Chequest, Quận Van Buren, Iowa
Xã Chequest (tiếng Anh: Chequest Township) là một xã thuộc quận Van Buren, tiểu bang Iowa, Hoa Kỳ. Năm 2010, dân số của xã này là 232 người.